# クロックス (曲)
「クロックス」 (Clocks) はイギリスのロック・バンド、コールドプレイのシングル。 セカンドアルバム静寂の世界のために書かれた。この曲は、2004年のグラミー賞で最優秀レコード賞を受賞し、コールドプレイを代表する曲の一つとして知られている。
また、クロックスはフジテレビの番組「1Hセンス」の使用曲にもなっている。

## 収録曲
- 7" CD (2003年3月24日 発売)
- 12" (2003年7月7日 発売)

| #  | タイトル            | 作詞 | 作曲・編曲 | 時間 |
| -- | ------------------- | ---- | ---------- | ---- |
| 1. | 「Clocks」          |      |            | 5:09 |
| 2. | 「Crests of Waves」 |      |            | 3:39 |
| 3. | 「Animals」         |      |            | 5:33 |

- 日本盤
- DVD